# 乔治五世海岸
乔治五世海岸（英語：Banzare Coast）位于东南极洲，东经142°至东经155°之间。1912－1913年，道格拉斯·莫森率领的澳大拉西亚南极探险队以此为基地，后以英国国王乔治五世命名该地。